# 1e Satellite Awards
De uitreiking van de 1e Satellite Awards, waarbij prijzen werden uitgereikt in verschillende categorieën voor film en televisie uit het jaar 1996, vond plaats in Los Angeles op 15 januari 1997.

## Film

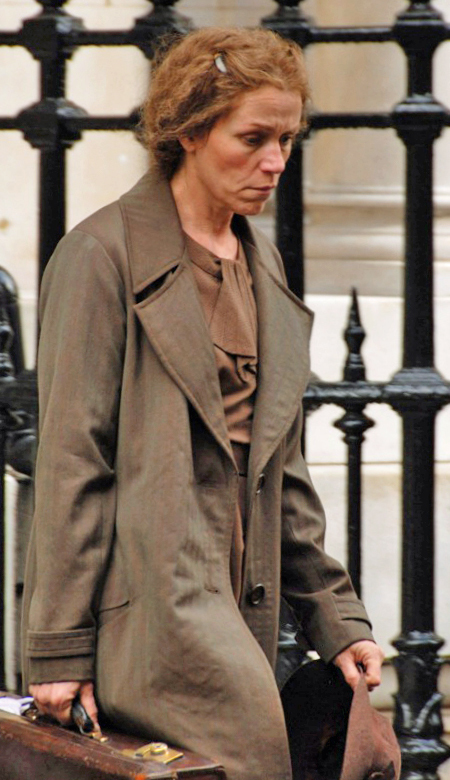
Frances McDormand (Fargo), winnaar beste actrice in een dramafilm

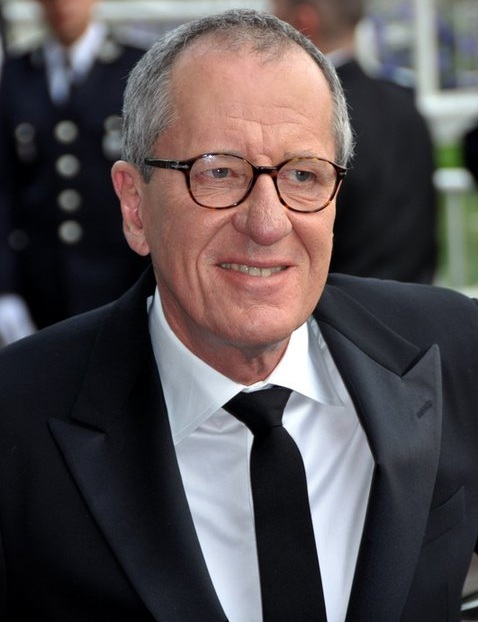
Geoffrey Rush (Shine), ex aequo-winnaar beste acteur in een dramafilm

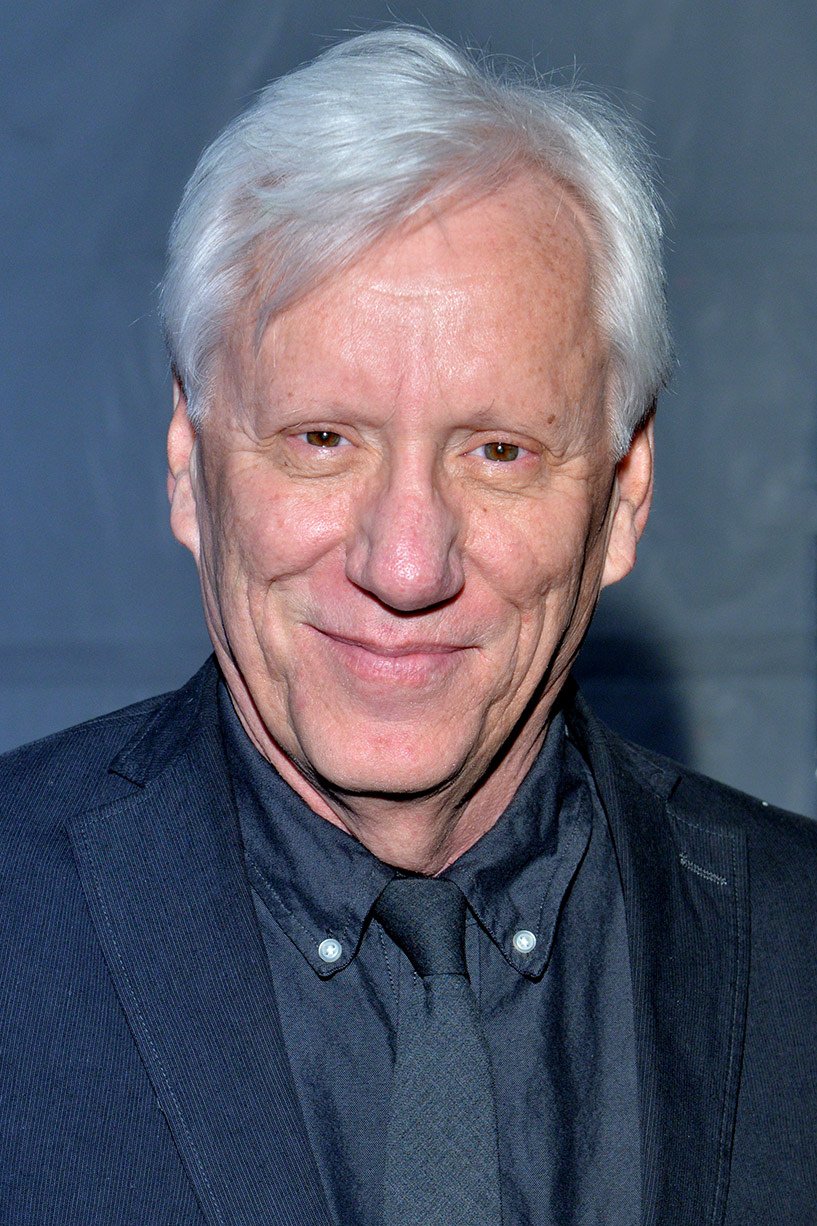
James Woods (Killer: A Journal of Murder), ex aequo-winnaar beste acteur in een dramafilm

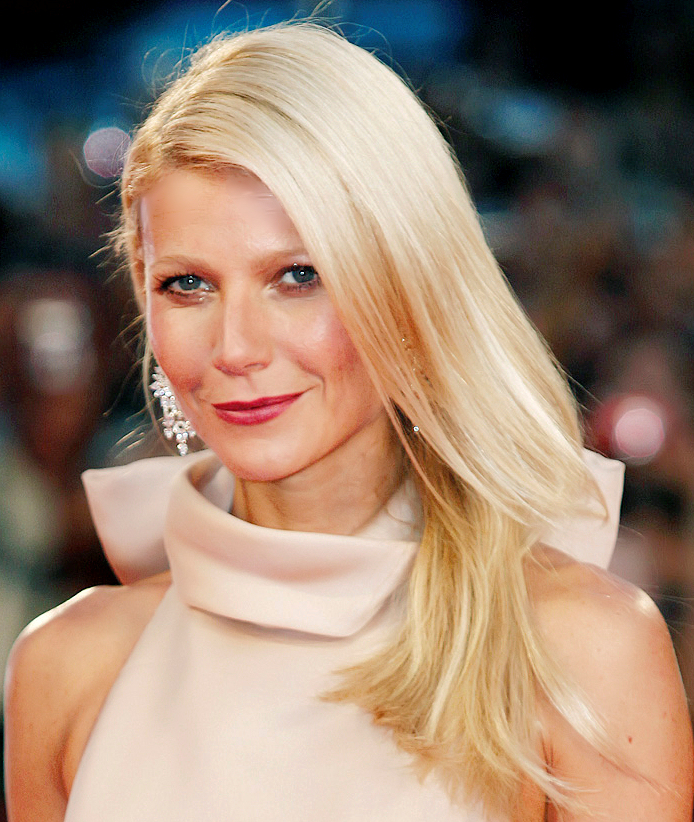
Gwyneth Paltrow (Emma), winnaar beste actrice in een komische of muzikale film

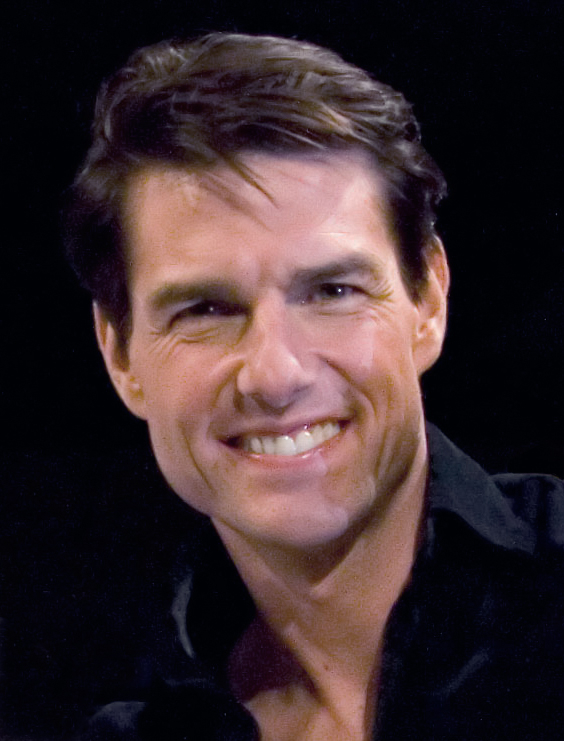
Tom Cruise (Jerry Maguire), winnaar beste acteur in een komische of muzikale film

### Beste dramafilm
- Fargo
  - The English Patient
  - Lone Star
  - Secrets & Lies
  - Shine
  - Trainspotting

### Beste komische of muzikale film
- Evita
  - Cold Comfort Farm
  - Everyone Says I Love You
  - Flirting with Disaster
  - Swingers

### Beste actrice in een dramafilm
- Frances McDormand - Fargo
  - Brenda Blethyn - Secrets & Lies
  - Kristin Scott Thomas - The English Patient
  - Emily Watson - Breaking the Waves
  - Robin Wright Penn - Moll Flanders

### Beste acteur in een dramafilm
- Geoffrey Rush - Shine
- James Woods - Killer: A Journal of Murder
  - Christopher Eccleston - Jude
  - Ralph Fiennes - The English Patient
  - William H. Macy - Fargo
  - Billy Bob Thornton - Sling Blade

### Beste actrice in een komische of muzikale film
- Gwyneth Paltrow - Emma
  - Glenn Close - 101 Dalmatians
  - Shirley MacLaine - Mrs. Winterbourne
  - Heather Matarazzo - Welcome to the Dollhouse
  - Bette Midler - The First Wives Club

### Beste acteur in een komische of muzikale film
- Tom Cruise - Jerry Maguire
  - Nathan Lane - The Birdcage
  - Eddie Murphy - The Nutty Professor
  - Jack Nicholson - Mars Attacks!
  - Stanley Tucci - Big Night

### Beste actrice in een bijrol in een dramafilm
- Courtney Love - The People vs. Larry Flynt
  - Joan Allen - The Crucible
  - Stockard Channing - Moll Flanders
  - Miranda Richardson - The Evening Star
  - Kate Winslet - Hamlet

### Beste acteur in een bijrol in een dramafilm
- Armin Mueller-Stahl - Shine
  - Steve Buscemi - Fargo
  - Robert Carlyle - Trainspotting
  - Jeremy Irons - Stealing Beauty
  - John Lynch - Moll Flanders
  - Paul Scofield - The Crucible

### Beste actrice in een bijrol in een komische of muzikale film
- Debbie Reynolds - Mother
  - Lauren Bacall - The Mirror Has Two Faces
  - Goldie Hawn - Everyone Says I Love You
  - Sarah Jessica Parker - The First Wives Club
  - Renée Zellweger - Jerry Maguire

### Beste acteur in een bijrol in een komische of muzikale film
- Cuba Gooding jr. - Jerry Maguire
  - Woody Allen - Everyone Says I Love You
  - Danny DeVito - Matilda
  - Gene Hackman - The Birdcage
  - Ian McKellen - Cold Comfort Farm

### Beste niet-Engelstalige film
- Breaking the Waves (Denemarken)
  - Azúcar amarga (Cuba)
  - Le cérémonie (Frankrijk)
  - Kolya (Tsjechië)
  - Kavkazskiy plennik (Rusland)
  - Ridicule (Frankrijk)

### Beste geanimeerde of mixed media film
- The Hunchback of Notre Dame
  - James and the Giant Peach
  - Mars Attacks!
  - Muppet Treasure Island
  - Space Jam

### Beste regisseur
- Joel Coen - Fargo
  - Scott Hicks - Shine
  - Mike Leigh - Secrets & Lies
  - Anthony Minghella - The English Patient
  - Lars von Trier - Breaking the Waves

### Beste origineel script
- Lone Star - John Sayles
- The People vs. Larry Flynt - Scott Alexander & Larry Karaszewski
  - Fargo - Ethan & Joel Coen
  - Shine - Jan Sardi
  - Sling Blade - Billy Bob Thornton

### Beste bewerkte script
- The English Patient - Anthony Minghella
  - The Crucible - Arthur Miller
  - Jude - Hossein Amini
  - The Portrait of a Lady - Laura Jones
  - Trainspotting - John Hodge

### Beste filmsong
- "You Must Love Me" - Madonna - Evita
  - "God Give Me Strength" - Kristen Vigard - Grace of My Heart
  - "Kissing You" - Des'ree - Romeo + Juliet
  - "That Thing You Do" - The Wonders - That Thing You Do!
  - "Walls" - Tom Petty - She's the One

### Beste cinematografie
- The English Patient - John Seale
  - Breaking the Waves
  - Evita
  - Hamlet
  - Romeo + Juliet

### Beste visuele effecten
- Independence Day - Volker Engel & Douglas Smith
  - Dragonheart
  - Mars Attacks!
  - Star Trek: First Contact
  - Twister

### Beste montage
- Independence Day - David Brenner
  - The English Patient
  - Fargo
  -  Impossible
  - Romeo + Juliet

### Beste soundtrack
- "The English Patient" - Gabriel Yared
  - "Hamlet" - Patrick Doyle
  - "Mars Attacks!" - Danny Elfman
  - "Michael Collins" - Elliot Goldenthal
  - "Sling Blade" - Daniel Lanois

### Beste Art Direction
- Romeo + Juliet - Catherine Martin
  - The English Patient
  - Evita
  - Hamlet
  - The Portrait of a Lady

### Beste kostuums
- Evita - Penny Rose
  - Hamlet
  - Moll Flanders
  - The Portrait of a Lady
  - Ridicule

## Televisie

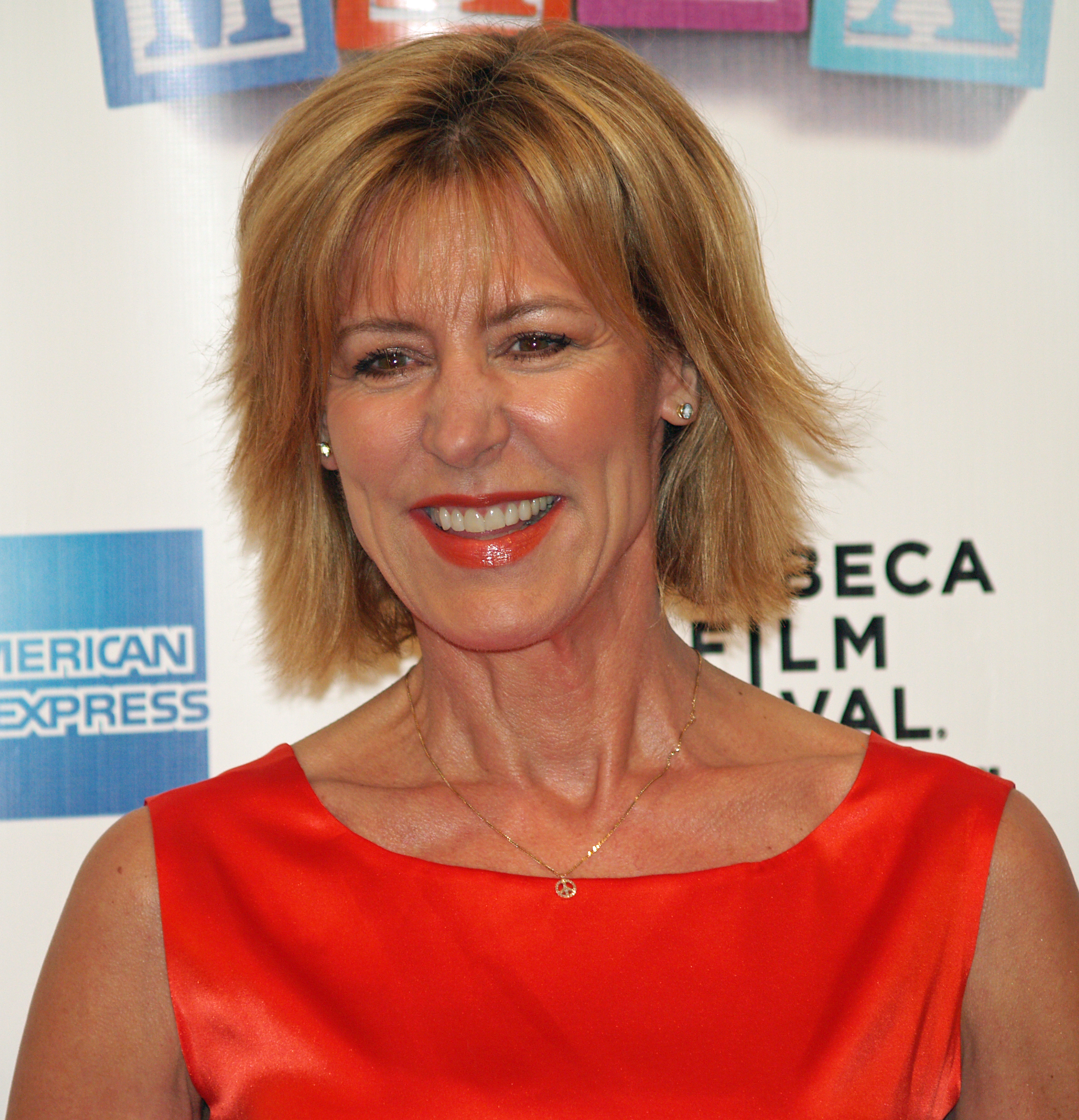
Christine Lahti (Chicago Hope), winnaar beste actrice in een dramaserie

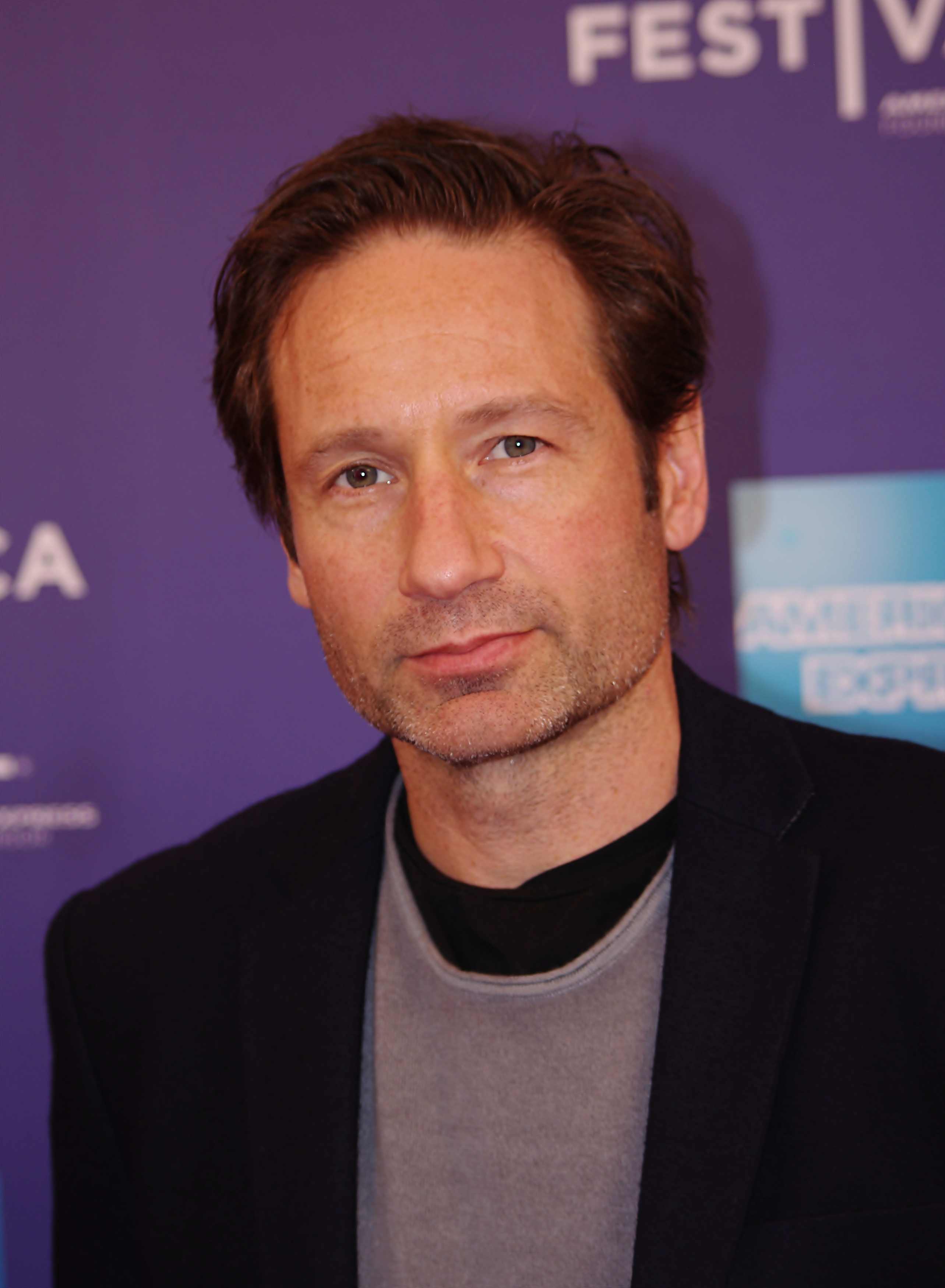
David Duchovny (The X-Files), winnaar beste acteur in een dramaserie

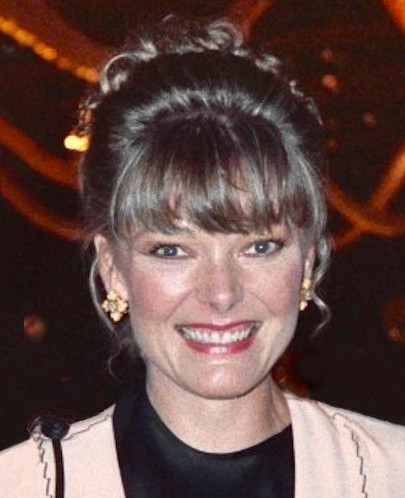
Jane Curtin (3rd Rock from the Sun), winnaar beste actrice in een komische of muzikale serie

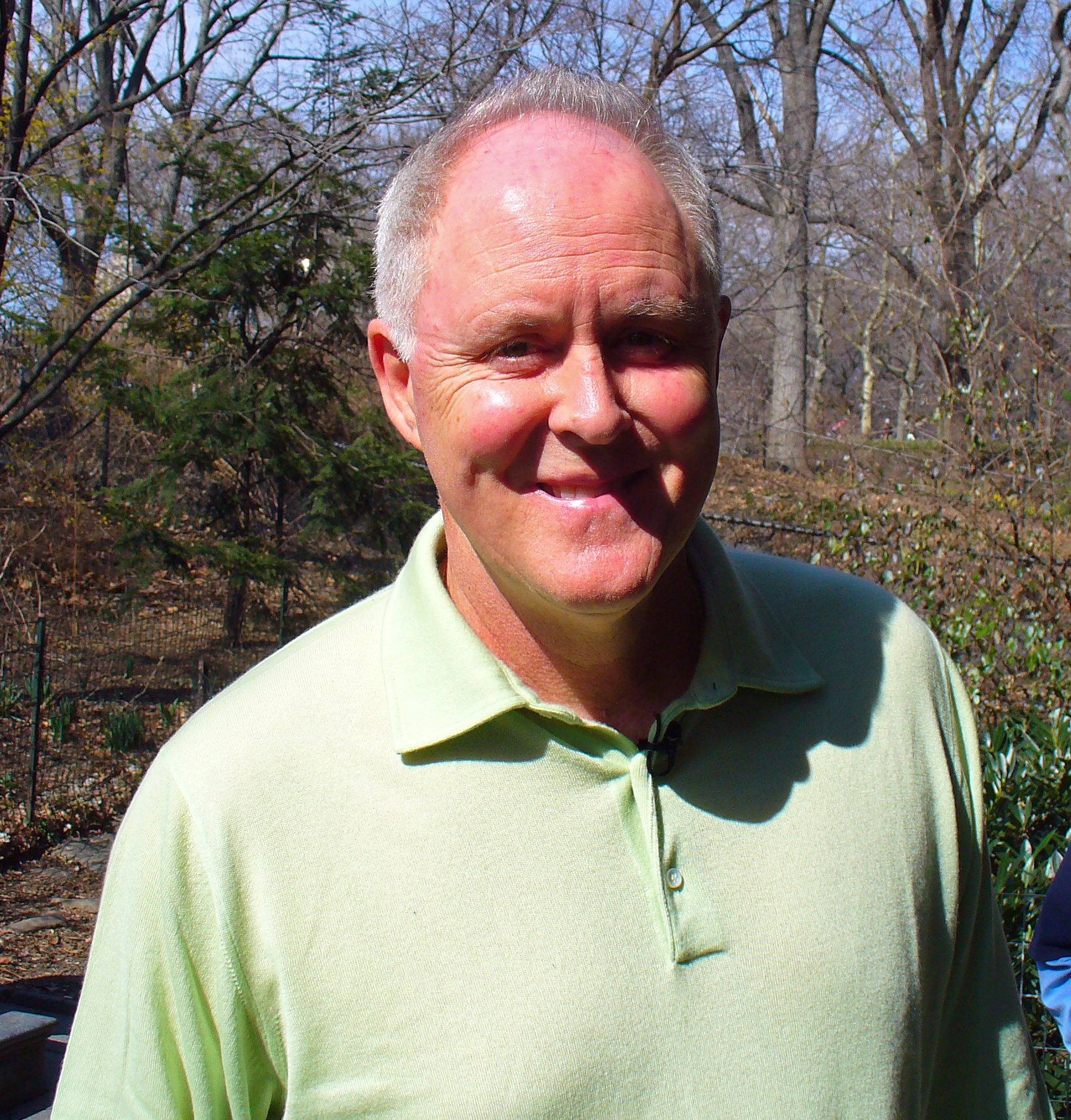
John Lithgow (3rd Rock from the Sun), winnaar beste acteur in een komische of muzikale serie

### Beste dramaserie
- The X-Files
  - Chicago Hope
  - ER
  - Homicide: Life on the Street
  - NYPD Blue

### Beste komische of muzikale serie
- The Larry Sanders Show
  - 3rd Rock from the Sun
  - Cybill
  - Seinfeld
  - Spin City

### Beste miniserie of televisiefilm
- Gulliver's Travels
  - If These Walls Could Talk
  - Pride and Prejudice
  - The Siege at Ruby Ridge
  - The Summer of Ben Tyler

### Beste actrice in een dramaserie
- Christine Lahti - Chicago Hope
  - Gillian Anderson - The X-Files
  - Kim Delaney - NYPD Blue
  - Julianna Margulies - ER
  - Kimberly Williams-Paisley - Relativity

### Beste acteur in een dramaserie
- David Duchovny - The X-Files
  - Andre Braugher - Homicide: Life on the Street
  - Anthony Edwards - ER
  - Héctor Elizondo - Chicago Hope
  - Dennis Franz - NYPD Blue

### Beste actrice in een komische of muzikale serie
- Jane Curtin - 3rd Rock from the Sun
  - Fran Drescher - The Nanny
  - Helen Hunt - Mad About You
  - Cybill Shepherd - Cybill
  - Lea Thompson - Caroline in the City

### Beste acteur in een komische of muzikale serie
- John Lithgow - 3rd Rock from the Sun
  - Michael J. Fox - Spin City
  - Michael Richards - Seinfeld
  - Garry Shandling - The Larry Sanders Show
  - Rip Torn - The Larry Sanders Show

### Beste actrice in een televisiefilm of miniserie
- Helen Mirren - Prime Suspect 5: Errors of Judgment
  - Kirstie Alley - Suddenly
  - Lolita Davidovich - Harvest on Fire
  - Laura Dern - The Siege of Ruby Ridge
  - Jena Malone - Hidden in America

### Beste acteur in een televisiefilm of miniserie
- Alan Rickman - Rasputin: Dark Servant of Destiny
  - Beau Bridges - Hidden in America
  - Ted Danson - Gulliver's Travels
  - Eric Roberts - In Cold Blood
  - James Woods - The Summer of Ben Tyler

### Beste actrice in een bijrol in een televisiefilm of miniserie
- Kathy Bates - The Late Shift
  - Cher - If These Walls Could Talk
  - Gail O'Grady - NYPD Blue
  - Greta Scacchi - Rasputin: Dark Servant of Destiny
  - Alfre Woodard - Gulliver's Travels

### Beste acteur in een bijrol in een televisiefilm of miniserie
- Stanley Tucci - Murder One
  - Brian Dennehy - A Season in Purgatory
  - Ian McKellen - Rasputin: Dark Servant of Destiny
  - Anthony Quinn - Gotti
  - Treat Williams - The Late Shift